# Dardo (motorfiets)
Dardo is een Italiaans historisch merk van motorfietsen.
De bedrijfsnaam was: Fabbrica Ciclimotori Dara, Torino.
Toen in 1926 de eerste motorbeurs van Turijn georganiseerd werd, presenteerde Darda meteen twee modellen: een 132cc-toermotor en een 124cc-sportmotor, beiden met tweetaktmotoren. In 1927 bleef het aanbod onveranderd, maar in 1928 werd de sportmotor vervangen door een 174cc-kopklepmotor met een liggende cilinder. In 1930 werd de productie beëindigd.